# Eunidia vagevittata
Eunidia vagevittata là một loài bọ cánh cứng trong họ Cerambycidae.